# Nakusia
Nakusia is een geslacht van uitgestorven hoefdieren uit het Vroeg-Eoceen, beschreven in 1999 uit de Ghazij-formatie van Baluchistan, Pakistan. Het werd geclassificeerd als een anthracobunide in 1999, maar in een cladistische analyse uit 2014 werd gesuggereerd dat het waarschijnlijker tot de Quettacyonidae of Cambaytheriidae behoorde.
De geslachtsnaam verwijst naar het dorp Nakus. De soortaanduiding verwijst naar het dorp Sharig. De dorpen liggen weerszijden van de kolenmijn van Quetta.
Het holotype heeft geen gepubliceerd inventarisnummer. Het bestaat uit een linkerbovenkaaksbeen.